# Ananteris camacan
Espèce
Ananteris camacan est une espèce de scorpions de la famille des Ananteridae.

## Distribution
Cette espèce est endémique de Bahia au Brésil. Elle se rencontre vers Camacan dans la Serra Bonita.

## Description
Le mâle holotype mesure 18,1 mm et la femelle paratype 23,7 mm.

## Systématique et taxinomie
Cette espèce a été décrite par Lourenço, Giupponi et Leguin en 2013.

## Étymologie
Son nom d'espèce lui a été donné en référence au lieu de sa découverte, Camacan.

## Publication originale
- Lourenço, Giupponi & Leguin, 2013 : « Description of three more new species of the genus Ananteris Thorell, 1891 (Scorpiones, Buthidae) from Brazil. » Anais da Academia Brasileira de Ciências, vol. 85, no 2, p. 709-725 (texte intégral).